# Özgür Özdemir
Özgür Özdemir (Francoforte, 10 gennaio 1995) è un calciatore turco, difensore del Pars Neu Isenburg.

## Carriera

### Club
Nato a Francoforte da genitori turchi, dopo essere cresciuto nei settori giovanili di FSV Francoforte ed Eintracht Francoforte, squadre della sua città natale, ha militato per due stagioni nella squadra riserve del Norimberga. L'8 giugno 2016 firma un biennale con il Ried, ma dopo una sola stagione, dove ha giocato come titolare, il 20 giugno 2017 fa ritorno in Germania, legandosi al Sonnenhof G., club di 3. Liga, con un triennale.

### Nazionale
Ha esordito con la nazionale Under-21 turca il 13 novembre 2014, nell'amichevole persa per 2-0 contro l'Ucraina.

## Statistiche

### Presenze e reti nei club
Statistiche aggiornate al 28 dicembre 2017.
| Stagione             | Squadra              | Campionato           | Campionato | Campionato | Coppe nazionali | Coppe nazionali | Coppe nazionali | Coppe continentali | Coppe continentali | Coppe continentali | Altre coppe | Altre coppe | Altre coppe | Totale | Totale |
| Stagione             | Squadra              | Comp                 | Pres       | Reti       | Comp            | Pres            | Reti            | Comp               | Pres               | Reti               | Comp        | Pres        | Reti        | Pres   | Reti   |
| -------------------- | -------------------- | -------------------- | ---------- | ---------- | --------------- | --------------- | --------------- | ------------------ | ------------------ | ------------------ | ----------- | ----------- | ----------- | ------ | ------ |
| 2014-2015            | Norimberga II        | RL                   | 22         | 0          | -               | -               | -               | -                  | -                  | -                  | -           | -           | -           | 22     | 0      |
| 2015-2016            | Norimberga II        | RL                   | 27         | 2          | -               | -               | -               | -                  | -                  | -                  | -           | -           | -           | 27     | 2      |
| Totale Norimberga II | Totale Norimberga II | Totale Norimberga II | 49         | 2          |                 | -               | -               |                    | -                  | -                  |             | -           | -           | 49     | 2      |
| 2016-2017            | Ried                 | BL                   | 32         | 0          | CA              | 2               | 0               | -                  | -                  | -                  | -           | -           | -           | 34     | 0      |
| 2017-2018            | Sonnenhof Großaspach | 3.L                  | 12         | 1          | -               | -               | -               | -                  | -                  | -                  | CW          | 1           | 1           | 13     | 2      |
| Totale carriera      | Totale carriera      | Totale carriera      | 93         | 3          |                 | 2               | 0               |                    | -                  | -                  |             | 1           | 1           | 96     | 4      |

### Cronologia presenze e reti in nazionale
| Cronologia completa delle presenze e delle reti in nazionale ― Turchia under 21 | Cronologia completa delle presenze e delle reti in nazionale ― Turchia under 21 | Cronologia completa delle presenze e delle reti in nazionale ― Turchia under 21 | Cronologia completa delle presenze e delle reti in nazionale ― Turchia under 21 | Cronologia completa delle presenze e delle reti in nazionale ― Turchia under 21 | Cronologia completa delle presenze e delle reti in nazionale ― Turchia under 21 | Cronologia completa delle presenze e delle reti in nazionale ― Turchia under 21 | Cronologia completa delle presenze e delle reti in nazionale ― Turchia under 21 |
| Data                                                                            | Città                                                                           | In casa                                                                         | Risultato                                                                       | Ospiti                                                                          | Competizione                                                                    | Reti                                                                            | Note                                                                            |
| ------------------------------------------------------------------------------- | ------------------------------------------------------------------------------- | ------------------------------------------------------------------------------- | ------------------------------------------------------------------------------- | ------------------------------------------------------------------------------- | ------------------------------------------------------------------------------- | ------------------------------------------------------------------------------- | ------------------------------------------------------------------------------- |
| 13-11-2014                                                                      | Kiev                                                                            | Ucraina under 21                                                                | 2 – 0                                                                           | Turchia under 21                                                                | Amichevole                                                                      | -                                                                               | 68’                                                                             |
| 27-3-2015                                                                       | Istanbul                                                                        | Turchia under 21                                                                | 2 – 0                                                                           | Danimarca under 21                                                              | Amichevole                                                                      | -                                                                               | 39’                                                                             |
| 31-3-2015                                                                       | Kakanj                                                                          | Bosnia ed Erzegovina under 21                                                   | 2 – 1                                                                           | Turchia under 21                                                                | Amichevole                                                                      | -                                                                               |                                                                                 |
| 6-10-2016                                                                       | Alkmaar                                                                         | Paesi Bassi under 21                                                            | 0 – 0                                                                           | Turchia under 21                                                                | Qual. Europeo Under-21 2017                                                     | -                                                                               |                                                                                 |
| 11-10-2016                                                                      | Istanbul                                                                        | Turchia under 21                                                                | 1 – 1                                                                           | Slovacchia under 21                                                             | Qual. Europeo Under-21 2017                                                     | -                                                                               | 69’                                                                             |
| Totale                                                                          |                                                                                 | Presenze                                                                        | 5                                                                               |                                                                                 | Reti                                                                            | 0                                                                               |                                                                                 |